# Euro en Allemagne
- États membres de la zone euro : 20 pays (Allemagne, Autriche, Belgique, Chypre, Croatie, Espagne, Estonie, Finlande, France, Grèce, Irlande, Italie, Lettonie, Lituanie, Luxembourg, Malte, Pays-Bas, Portugal, Slovaquie, Slovénie)
- Micro-États non membres de l'UE utilisant l'euro avec l'accord de l'UE : 4 pays (Andorre, Monaco, Saint-Marin et Vatican)
- États non membres de l'UE qui ont adopté l'euro unilatéralement : 2 pays (Kosovo et Monténégro)
- États membres de l'Union européenne (UE) qui ont rejoint le MCE II : 1 pays (Bulgarie)
- État membre de l'UE faisant partie du MCE II mais qui est exempté de l'obligation de rejoindre la zone euro (Danemark).
- États membres de l'UE qui ont l'obligation  de rejoindre la zone euro : 5 pays (Hongrie, Pologne, Roumanie, Suède et Tchéquie)

L'introduction de l'euro en Allemagne a eu lieu le 1er janvier 1999 à la suite des décisions prises durant le Conseil européen du 3 mai 1998, en même temps que pour les dix autres premiers pays ayant adopté l'euro comme monnaie commune et sous forme scripturale (comptes bancaires, virements, chèques).
L'utilisation des billets et pièces entre en vigueur en même temps que pour ces autres pays et la Grèce, le 1er janvier 2002. L'adhésion de l’Allemagne à la Communauté économique européenne remonte au 1er janvier 1958. Avant l’adoption de l’euro, la monnaie allemande était le Deutsche Mark.

## Adhésion à la zone euro
En 1991, le sommet de Maastricht fixe les conditions d'accès à l'union monétaire européenne.
Le deutsche mark (code ISO 4217 : DEM) devient une subdivision de la nouvelle monnaie européenne, l'euro (code EUR), le 1er janvier 1999, à raison de 1 EUR = 1,955 83 DEM .
À la suite de l’introduction des billets et des pièces en euro, une période transitoire de deux mois a été instaurée en Allemagne, durant laquelle la deutsche mark et l’euro ont circulé simultanément. Cette phase de double circulation a pris fin le 1er mars 2022, date à laquelle l’euro est devenu la seule monnaie ayant cours légal dans le pays, à l'exception de la commune de Büsingen am Hochrhein, enclavée en Suisse et où, même si l'euro est la devise officielle comme dans le reste de l'Allemagne, les habitants privilégient l'utilisation du franc suisse.
Les billets et pièces restent toutefois échangeables à la Banque fédérale d'Allemagne sans limite de temps.

## Billets et pièces
L’impression des premiers billets en euros a débuté à la mi-1999. À la fin de l’année 2001, en Allemagne, 4,3 milliards de billets avaient été produits pour une valeur totale de 264,9 milliards d’euros, tandis que 17 milliards de pièces avaient été frappées, représentant une valeur de 5,3 milliards d’euros.
Dans les dernières semaines de 2001, les nouvelles espèces en euros ont été acheminées vers les banques et les commerces de détail. Dès la mi-décembre, plus de 50 millions de kits de démarrage contenant des pièces en euros ont été achetés par les citoyens.

## Opinion publique
L’introduction de l’euro a suscité en Allemagne une attention particulière, notamment en raison de l’importance symbolique du Deutsche Mark dans la mémoire collective. Si les premiers mois ont été marqués par une phase d’adaptation, la population allemande s’est rapidement familiarisée avec la nouvelle monnaie.
Au fil des années, les enquêtes d’opinion ont montré un attachement croissant à l’euro. Ainsi, selon un sondage de l’institut Forsa réalisé en avril 2013, près de 70 % des Allemands déclaraient préférer conserver l’euro, soulignant la confiance accordée à la monnaie unique et à sa stabilité.
Ce soutien s’est confirmé dans les années suivantes, comme en témoignent l’Eurobaromètre régulier de la Commission européenne, où l’euro bénéficie d’un appui majoritaire dans la population allemande.

### Référénces
1. ↑  « Conseil européen, 1998 »
2. ↑  « Taux de change deutsche mark en euro » (consulté le 25 juillet 2025)
3. ↑  (en) « Germany and the euro » (consulté le 27 juillet 2025)
4. ↑  (de) « Échange de deutsche mark en euro » (consulté le 25 juillet 2025)
5. ↑  « Un échange réussi » (consulté le 27 juillet 2025).
6. ↑  « Le Monde, « Les Allemands de plus en plus europhiles » » (consulté le 26 juillet 2025)
7. ↑  « Eurobaromètre, attitudes à l’égard de l’euro »